# Nunatak (banda)
Nunatak fue un grupo de rock indie formado en 2006 por cinco miembros de una expedición científica del British Antarctic Survey en la Base Rothera de la Antártida. El equipo tenía la misión de investigar el cambio climático y la biología evolutiva en la península Antártica. El grupo alcanzó cierta notoriedad por su participación en el festival musical benéfico Live Earth, al ser el único grupo que tocó en el concierto antártico del evento.

## Historia
El nombre de la agrupación, Nunatak, es un término en groenlandés que designa una cumbre montañosa que sobresale de una capa de hielo.
El grupo se disolvió en 2007, cuando sus miembros regresaron al Reino Unido, pero volvió a unirse para tocar en el festival Soulka de Sanday en 2012.
The band disbanded in 2007, as its members returned to the United Kingdom, but they reunited to perform in the Sanday, Orkney Soulka festival in 2012.

## Live Earth
Nunatak tocó en el concierto de Live Earth en la Antártida el 7 de julio de 2007, ante un público de diecisiete personas, es decir, el resto de la población de la Base Rothera. Su participación permitió que la organización cumpliese su objetivo de albergar un concierto en cada uno de los siete continentes. El vocalista principal, Matt Balmer, de 22 años, comentó al respecto:

Esperábamos pasar el invierno antártico tranquilamente en Rothera haciendo nuestro trabajo y quizá tocando de vez en cuando para alguna fiesta de la noche del sábado. Nunca nos habríamos esperado formar parte de un concierto global»

En la organización del evento, el director de la base Chris Rapley dijo:

La necesidad de reducir nuestras emisiones de dióxido de carbono para evitar un acusado cambio climático es uno de los mayores desafíos que los seres humanos hemos tenido que confrontar, es un asunto complejo que solo podremos resolver trabajando todos juntos: científicos, políticos y sociedad. Ahora mismo, los científicos antárticos y nuestros colegas en el Ártico formamos parte del Año Polar Internacional, la mayor iniciativa de investigación coordinada globalmente de todos los tiempos, para ayudar a encontrar la forma de avanzar. Ojalá Live Earth suponga una diferencia real en la concienciación de la sociedad y atraiga a jóvenes con talento a ser científicos. Deseo que la aparición de Nunatak en el concierto de Live Earth inspire a jóvenes de todo el mundo.

El cámara del British Antarctic Survey, Pete Bucktrout, filmó las actuaciones del grupo. Las grabaciones se transmitieron desde la Antártida para ser incluidas posteriormente en Live Earth. Los videos se subieron al sitio web del BAS y a su canal de YouTube.

## Formación
- Matt Balmer – vocalista principal y guitarra (ingeniero electrónico con el equipo de física y meteorología)
- Tris Thorne – violín (ingeniero de comunicaciones)
- Ali (Alison) Massey – saxofón (bióloga marina)
- Rob Webster – Batería (meteorólogo)
- Roger Stilwell – bajo (asistente general de campo - guía polar)[10]